# Stercorianismo
Lo stercorianismo è stata un'eresia nata sotto papa Benedetto IX, eletto papa il 7 novembre 1033.

## Storia
La chiesa riafferma il dogma dell'augustissimo sacramento dell'altare, per cui nel santissimo sacramento la sostanza del pane e del vino si trasmuta e si converte (transustanziazione) realmente nel corpo e nel sangue di Gesù Cristo. Già nell'VIII secolo gli iconoclasti osteggiarono questa massima della dottrina cattolica, ma furono subito ripresi nel secondo concilio di Nicea. Tuttavia, l'arcivescovo di Sens, Leuterico, in un congresso di prelati ardì ricercare prove della realtà del corpo e sangue di Gesù Cristo. Fu  ripreso dal re Roberto I di Francia (X secolo), che assisteva a detto congresso, e, per non perdere  l'arcivescovato, ritrattò benevolmente e debitamente le sue asserzioni. Sotto Berengario fu ripreso e veementemente discusso il dogma della transustanziazione del pane e del vino in quel medesimo corpo e sangue di Gesù Cristo. Si arrivò ad affermare che il pane e il vino non potevano diventare corpo e sangue di Cristo, perché sarebbero stati digeriti e trasformati in sterco, secondo la comune legge dei cibi. Jean Mabillon distingue, infine, l'assunzione in due momenti: l'uno sensibile (pane e vino) e l'altro invisibile (corpo e sangue di Gesù Cristo). Da ciò deriverebbe che solo il sensibile e non l'invisibile trabocchi dal ventre per espulsione.